# Den svenska linjen

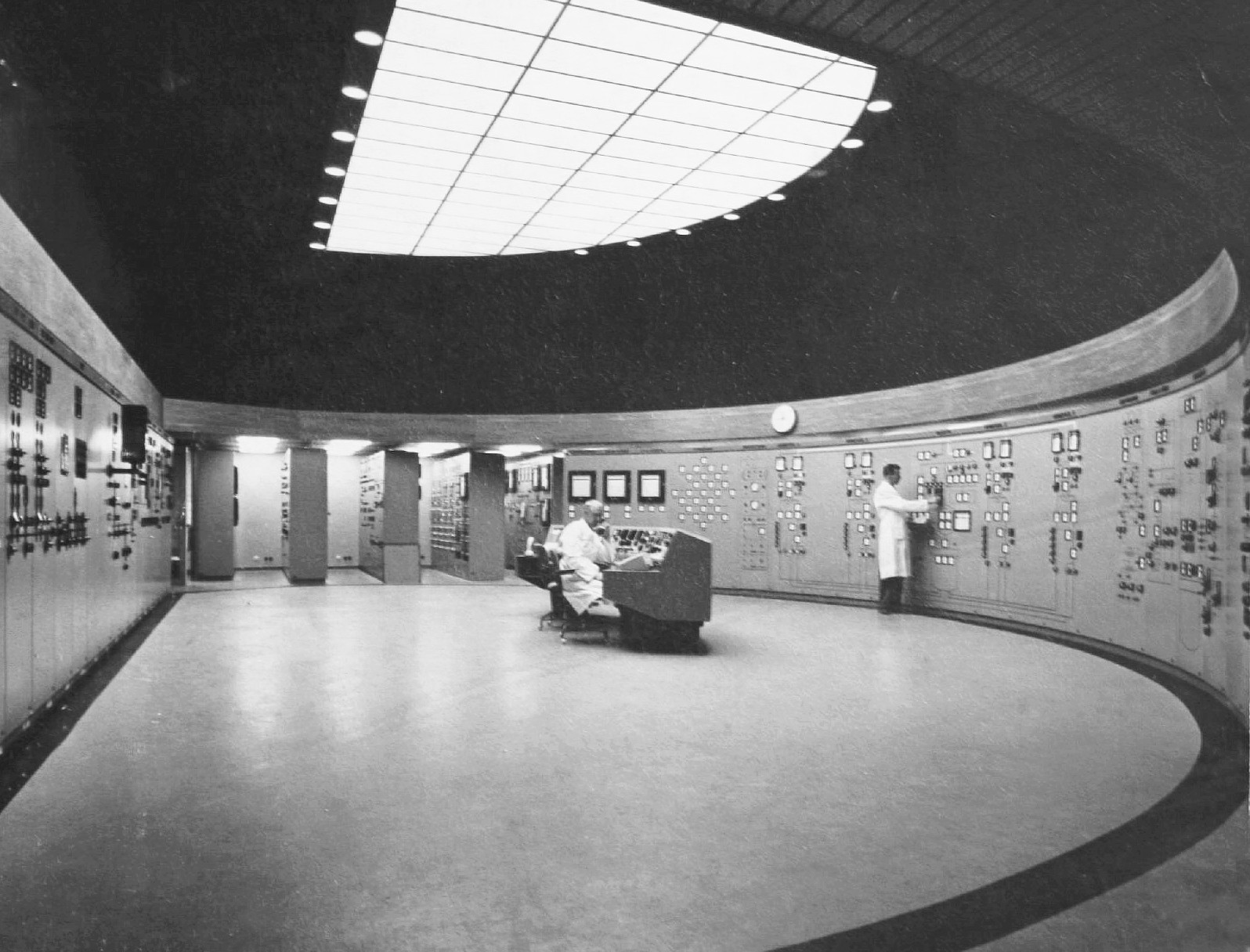
Kontrollrummet i Ågestaverket, en av de reaktorer som utvecklades inom den svenska linjen.

Den svenska linjen syftar på ett betänkande 1956 från 1955 års atomenergiutredning om den civila kärnteknikens utveckling i Sverige under lång tid framåt. Riktlinjerna angav att Sverige skulle bli självförsörjande inom området genom att satsa på en komplett svensk kärnbränslecykel baserad på inhemskt uran och tungvattenreaktorer, samt att det mesta inom denna satsning skulle stå under statlig kontroll som en integrerad del i det svenska kärnvapenprogrammet.

## Praktiskt genomförande
Sverige har inhemska naturliga uranförekomster bland annat i sin sedimentära kambriska alunskiffer främst i Billingen i Västergötland, som tidigt exploaterats vid Kvarntorp med riklig tillgång av oljehaltig skiffer. Åren 1941–1965 drevs här en anläggning för brytning och pyrolys av skifferförekomsterna i företaget Svenska Skifferolje AB:s regi med Kvarntorpshögen som ett minne av verksamheten. I ett senare skede tillkom ett uranextraktionsverk för samtidig utvinning av uranet.
Betänkandet angav att Sverige skulle använda dessa sina inhemska naturliga resurser för uranbrytning, och Ranstad var redan planerat. Det internationella uranet var mycket dyrt vid den här tiden och anrikat uran fanns knappast på marknaden. Förutom bränslet avsåg självförsörjningslinjen därför även reaktorkonstruktionerna, vilka skulle ske i AB Atomenergis i Studsvik regi. Tungvattenreaktorer hade valts för att de kan drivas på icke anrikat naturligt uran för att ge såväl nyttig energi som att producera plutonium. Det tunga vattnet tänktes skaffas från Norge, som visade ett visst intresse för byteshandel tungt vatten-uran, då Norge saknade urantillgångar.
Tanken var att bygga ut energiförsörjningen med kärnkraftverk, och ett stort antal reaktorer planerades. Ågesta kärnkraftvärmeverk drevs 1963–1974 och reaktorn R4 i Marviken skulle komma in som första vapenplutoniumproducerande reaktor. Relativt snabbt kom dock den svenska linjens innebörd att urvattnas, och någon självförsörjning med kärnbränsle kom aldrig till stånd. Genom import från USA av material som var underkastat inspektion kom reaktorerna inte heller att utgöra det stöd för kärnvapenprogrammet, som man från den militära sidan hade räknat med.
Samtidigt hade R4:an visat sig vara ett problembygge, och den internationella utvecklingen inom den civila kärnkraften pekade på att andra reaktorkonstruktioner var mer lönsamma för kommersiell elproduktion. Istället kom kärnkraften i Sverige att byggas ut med lättvattenreaktorer, delvis av svensk och delvis av utländsk konstruktion, enbart avsedda för elproduktion, och med importerat låganrikat uran som bränsle.

## Svenska linjens reaktorer
- R1 (KTH)
- R2 (Studsvik)
- R3 (Ågesta)
- R4 (Marviken)